# ちりと梁

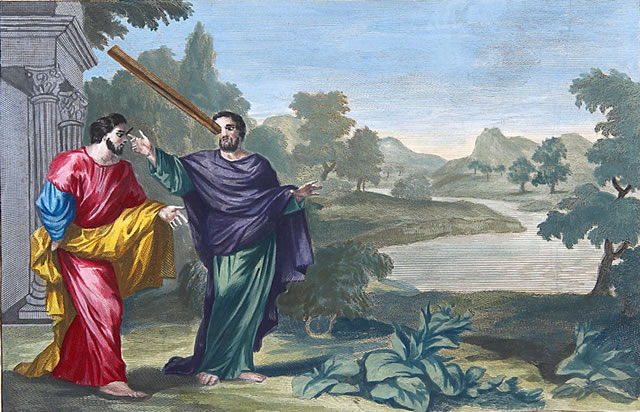
ピエテル・モルティエ「ちりと梁」1700年ころ。

「ちりと梁」（ちりとはり）は、山上の垂訓において述べられたイエスによるたとえ話のひとつで、マタイによる福音書7章1節から5節にかけて記述されている。この言説はごく短く、人をさばくことの危険を語ることから始め、さばく者自身も同じ基準でさばかれることになると述べる。ルカによる福音書6章37節から42節にかけて記述されている平地の説教にも同様の記述がある。

## 物語
新約聖書の記述は、以下の通りである。
7:1 人をさばくな。自分がさばかれないためである。

7:2 あなたがたがさばくそのさばきで、自分もさばかれ、あなたがたの量るそのはかりで、自分にも量りが与えられるであろう。

7:3 なぜ、兄弟の目にあるちりを見ながら、自分の目にある梁を認めないのか。

7:4 自分の目には梁があるのに、どうして兄弟にむかって、あなたの目からちりを取らせてください、と言えようか。

7:5 偽善者よ、まず自分の目から梁を取りのけるがよい。そうすれば、はっきり見えるようになって、兄弟の目からちりを取りのけることができるだろう。—マタイによる福音書 7:1-5（『口語 新約聖書』日本聖書協会、1954年 による）

## 解釈

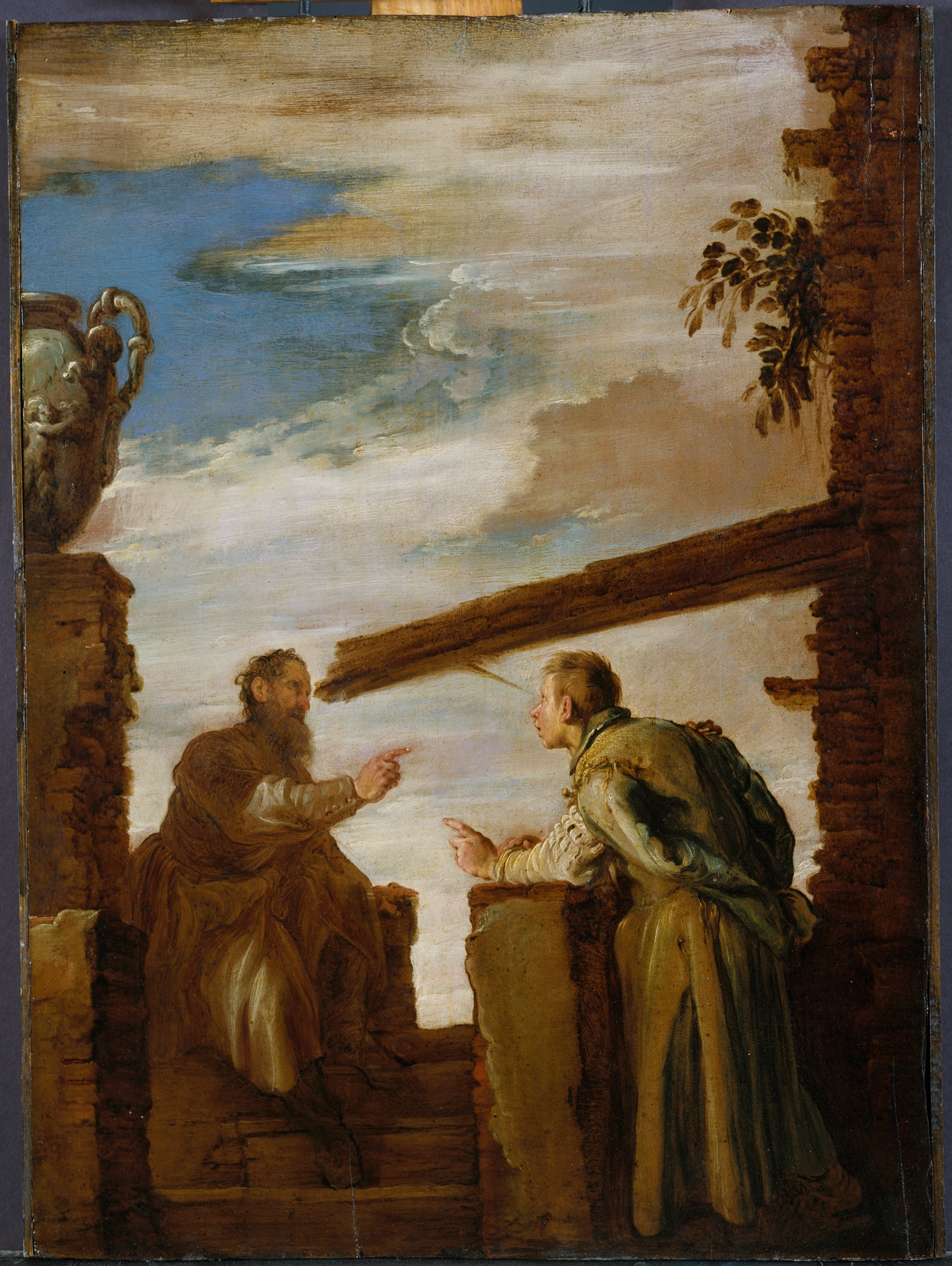
ドメニコ・フェッティ「ちりと梁の寓話」1619年ころ。

この話の教訓は、偽善、傲慢、他人を裁く行為の戒めである。ここで用いられている類推（アナロジー）は、他人の目の中のちりのような小さいものと、自分自身の目の中の大きな木の梁の対比である。ここで「ちり」に相当するギリシア語原典の単語は、「何らかの小さな乾いた物質」を意味する κάρφος karphos である。英語における記述で、「mote」と「beam」を最初に用いたのは欽定訳聖書であり、他の英語訳聖書は異なる用語をあてており、例えば新国際版聖書では「speck (of sawdust)」と「plank」となっている。21世紀の英語において「mote」は空中を浮遊しているような埃の粒子を意味するが、この文脈では、木屑、おが屑といった含意である。このたとえは、イエスが慣れ親しんでいたであろう大工の仕事場を想起させるものである。
兄弟の目に入ったゴミを取り除こうとする者が、自分の目にずっと大きいゴミが入っている、という構図は、兄弟を規制しようとする者はしばしばより深刻な暗愚と偽善に陥っているということを、隠喩（メタファー）として示すものである。
このようなことわざは、ユダヤ人にとって身近なものであったとともに、他の数多くの文化にも見受けられ、例えば、古代ローマ後期の人物であるアテネのアテナゴラスが言及しているラテン語のことわざには、「meretrix pudicam」（「遊び女が貞淑な女を叱責する」といった意味）がある。